# Igor Drobnjak
Igor Drobnjak (in montenegrino Игор Дробњак; Podgorica, 21 aprile 2000) è un cestista montenegrino.

## Carriera
Con il Montenegro ha disputato i Campionati europei del 2022.

## Palmarès
- Campionato montenegrino: 1

Budućnost: 2018-19
- Coppa del Montenegro: 3

Budućnost: 2022, 2023
Studentski Centar: 2024
- ABA 2 Liga: 1

Studentski centar: 2020-21
- Supercoppa ABA Liga: 1

Studentski Centar: 2023